# Melinaea chincha
Melinaea chincha är en fjärilsart som beskrevs av Druce 1876. Melinaea chincha ingår i släktet Melinaea och familjen praktfjärilar. Inga underarter finns listade i Catalogue of Life.